# She Works Hard for the Money (canción)
«She Works Hard for the Money» es una canción de la cantante estadounidense Donna Summer y la canción principal de su undécimo álbum de estudio homónimo, She Works Hard for the Money (1983). Fue lanzado como el primer sencillo del álbum el 10 de mayo de 1983 por Mercury Records.
En Estados Unidos se convirtió en un éxito para Summer, alcanzando el número uno durante tres semanas en la  lista de música R&B, el número tres en el Billboard Hot 100 y el número tres en la lista Billboard Dance Club Play. En España alcanzó el puesto número uno y fue Top 10 en varios países como Australia, Canadá, Francia, Noruega, Polonia, Suecia y Suiza.
Además, Summer obtuvo una nominación a la Mejor Interpretación Vocal Pop Femenina en los Premios Grammy de 1984, donde interpretó la canción en vivo como apertura de la ceremonia. Se convirtió en uno de los mayores éxitos de su carrera y su mayor éxito de la década.

## Video musical
Fue dirigido por Brian Grant. El video trata sobre la vida de una mujer, que ha abandonado sus esperanzas de ser una bailarina. Summer aparece observándola desde la ventana de la cocina, donde esta trabaja como camarera. Luego la mujer cae al piso exhausta por el trabajo y ve repentinamente a Summer, que la ayuda a levantarse. Al final del video aparece la mujer, Summer y otras mujeres con diferentes vestidos de trabajo, bailando en la calle para mostrar su independencia y obtener el reconocimiento de su "duro trabajo".

## Lista de canciones[3]
sencillo 7"
A "She Works Hard For The Money" – 4:09
B "I Do Believe (I Fell In Love)" – 4:41
maxi 12"
A "She Works Hard For The Money" (Club Mix) – 6:15
B "She Works Hard For The Money" (Instrumental)" – 5:47

## Posicionamiento en listas
| Lista (1983)                             | Mejor posición |
| ---------------------------------------- | -------------- |
| Alemania (Offizielle Deutsche Charts)    | 11             |
| Australia (Kent Music Report)            | 4              |
| Bélgica (Flandes) (Ultratop 50)          | 19             |
| Canadá (RPM Top Singles)                 | 4              |
| España (AFYVE)                           | 1              |
| Estados Unidos (Billboard Hot 100)       | 3              |
| Estados Unidos (Hot Dance Club Play)     | 3              |
| Estados Unidos (Hot R&B/Hip-Hop Singles) | 1              |
| Francia (SNEP)                           | 4              |
| Irlanda (Irish Singles Chart)            | 26             |
| Italia (FIMI)                            | 27             |
| Noruega (VG-lista)                       | 9              |
| Nueva Zelanda (Recorded Music NZ)        | 23             |
| Países Bajos (Dutch Top 40)              | 17             |
| Polonia (Polish Singles Chart)           | 10             |
| Reino Unido (UK Singles Chart)           | 25             |
| Suecia (Sverigetopplistan)               | 5              |
| Suiza (Schweizer Hitparade)              | 10             |
| Sudáfrica (Springbok Radio)              | 11             |

### Sucesión en listas
| Anterior: «Juicy Fruit» de Mtume | Billboard Hot R&B/Hip-Hop Singles — Sencillo Nro 1 30 de julio de 1983 — 13 de agosto de 1983 | Siguiente: «Get It Right» de Aretha Franklin |

## Otras versiones
- En 2006, el grupo femenino australiano Young Divas realizó su versión en su álbum debut autotitulado.
- En 2007, en la 6º temporada de Latin American Idol, Jordin Sparks versionó la canción y ganó la temporada.
- En 2009, la canción fue versionada por Kris Allen en la 8º temporada de Latin American Idol.
- En 2010, el cantaor Pitingo hizo la versión flamenca en su álbum Ole y amén.